# Friedrich von Stülpnagel (Politiker)
Friedrich von Stülpnagel (* 8. Juli 1847 auf Gut Grünberg, Uckermark, Brandenburg; † 25. August 1914 auf Gut Lindhorst, Kreis Prenzlau) war Domherr und ein deutscher Gutsbesitzer.

## Leben
Stülpnagels Eltern waren  Heinrich von Stülpnagel (1799–1857), Gutsherr auf Grünberg, und Natalie geb. von Kriegsheim (1812–1888). Er heiratete am 21. März 1873 in Berlin Malwine von Natzmer (* 13. August 1854 auf Gut Radem, Landkreis Regenwalde; † 8. April 1931 auf Gut Lindhorst), die Tochter des Gutsbesitzers Karl von Natzmer, Gutsherr auf Radem, und der Bertha von Boehn. Das Ehepaar hatte zwei Töchter und drei Söhne.
Stülpnagel ging als Schüler auf die Ritterakademie in Brandenburg und studierte an der Georg-August-Universität Göttingen Rechtswissenschaft, war von Michaelis 1867 bis Michaelis 1869 mit Hermann von Hatzfeldt im Corps Saxonia Göttingen aktiv. Bei Beginn des Deutsch-Französischen Krieges trat er als Freiwilliger in die Preußische Armee. Nachdem er 1872 als Leutnant seinen Abschied genommen hatte, kaufte er das Gut Battin bei Prenzlau. Battin umfasste jener Zeit 235 ha, galt als Domaine und führte den Status eines nicht kreistagsfägigen Grundbesitzes. 1881 erwarb er auch das Gut Lindhorst mit 476 ha. Er war Kurator der Ritterakademie Brandenburg an der Havel und Domherr von St. Peter und Paul (Brandenburg an der Havel). Als Kurator erhält Stülpnagel 1905 auf die Amtsdauer die Präbende I. Klasse und ab 1906 den Nutznieß der Curie II, also eine pekuniäre Vergünstigung für das ausgeübte Ehrenamt. Er wurde 1902 Rechtsritter des Johanniterordens, Eintritt in diese Kongregation bereits 1891, und war Mitglied des Preußischen Herrenhauses. Der zweitälteste Sohn Siegfried (1883–1925) übernahm mit seiner Familie den Besitz Lindhorst, welches zum Zeitpunkt der Übernahme nun 522 ha Größe hatte. Nachfolger als Kurator der Ritterakademie wurde der Hauptritterschaftsdirektor Adolf von Kriegsheim-Barsikow.